# Groot spiegelklokje
Het groot spiegelklokje (Legousia speculum-veneris) is een eenjarige plant die behoort tot de klokjesfamilie (Campanulaceae). Het groot spiegelklokje komt van nature voor in Eurazië. 
De plant wordt 10-40 cm hoog. De 1-3 cm lange, zwak gekartelde bladeren zijn tamelijk vlak. De onderste bladeren zijn gesteeld en omgekeerd-eirond, de bovenste bladeren zijn zittend en breed-lancetvormig. Het groot spiegelklokje bloeit van juni tot augustus met helderviolette, stervormige bloemen. De kelkslippen zijn recht afstaand en even lang als de kroonslippen. De bloemkroon is 1,5-2,5 cm groot en staat, in tegenstelling tot die van het klein spiegelklokje, ook bij bewolkt weer open. De bloeiwijze is een meestal losbloemige pluim of tros. De vrucht is een 1-1,5 cm grote doosvrucht, die boven het midden met drie lengtespleten openspringt. Het duizendkorrelgewicht van de zaden is 0,2 g.
De plant komt in Nederland onder andere in Zuid-Limburg en in het IJsseldal voor tussen het graan en in bermen op vochtige, kalkhoudende grond. De soort staat op de Nederlandse Rode lijst van planten als zeer zeldzaam en zeer sterk afgenomen. Deze plant is in Nederland wettelijk beschermd sinds 1 januari 2017 door de Wet Natuurbescherming.
De plant wordt ook in de siertuin gebruikt, maar de kleur van de bloemen is dan meestal wit.